# Jean-Claude Nallet

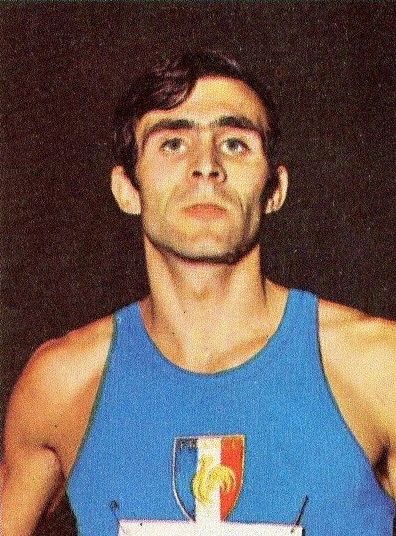
Jean-Claude Nallet (1968)

Jean-Claude Nallet (* 15. März 1947 in Champdor, Département Ain; † 19. August 2023) war ein französischer Leichtathlet. Bei einer Körpergröße von 1,87 m betrug sein Wettkampfgewicht 85 kg.

## Leben
Nachdem Nallet 1966 Vizejunioreneuropameister im 200-Meter-Lauf und Europameister mit der 4-mal-100-Meter-Staffel geworden war, trat er auch bei den Europameisterschaften 1966 an und gewann auf Anhieb Bronze über 200 Meter in 21,0 s. Bei den Olympischen Spielen 1968 schied er im 400-Meter-Lauf im Halbfinale aus. Mit der französischen 4-mal-400-Meter-Staffel erreichte er den Endlauf, belegte dann aber nur Platz acht. Dies sollte sein bestes Resultat bei Olympischen Spielen bleiben.
Bei den Europameisterschaften 1969 wurde Nallet in 45,8 s Zweiter über 400 Meter hinter dem Polen Jan Werner. In der 4-mal-400-Meter-Staffel lief er als Schlussläufer. Er übernahm den Staffelstab in Führungsposition und lief als Europameister ins Ziel. 1970 stieg Nallet um zum 400-Meter-Hürdenlauf, den er bei den Europameisterschaften 1971 in 49,2 s vor Christian Rudolph aus der DDR gewann. Mit der Staffel wurde Nallet Sechster. Im selben Jahr wurde er von der Sportzeitung L’Équipe zu Frankreichs Sportler des Jahres („Champion des champions“) gewählt.
1974 bei den Europameisterschaften wurde Nallet hinter dem Briten Alan Pascoe Zweiter über die 400 Meter Hürden in der Zeit von 48,94 s. Mit der Staffel gewann er die Bronzemedaille. Bei den Olympischen Spielen 1976 verpasste Nallet ganz knapp das Hürdenfinale. 1978 nahm Nallet zum fünften Mal an Europameisterschaften teil, in 50,10 s wurde er noch einmal Sechster im 400-Meter-Hürdenlauf. Nach der Saison 1979 beendete Nallet seine Karriere.
Jean-Claude Nallet starb im August 2023 im Alter von 76 Jahren.